# Kırklarelispor
Kırklarelispor is een Turkse voetbalclub uit Kırklareli in de gelijknamige provincie Kırklareli. Kirklarelispor speelt sinds de oprichting in 1968 in een groen-wit tenue. De thuishaven is het Kırklareli Atatürkstadion, dat plaats heeft voor 3.750 toeschouwers. Het team wist zich sinds de 1-0 uitoverwinning op Orhangazispor van 15 mei 2011, en het daarmee behaalde kampioenschap, een plaats te bemachtigen in de TFF 2. Lig.

Kırklareli ligt in de Marmararegio

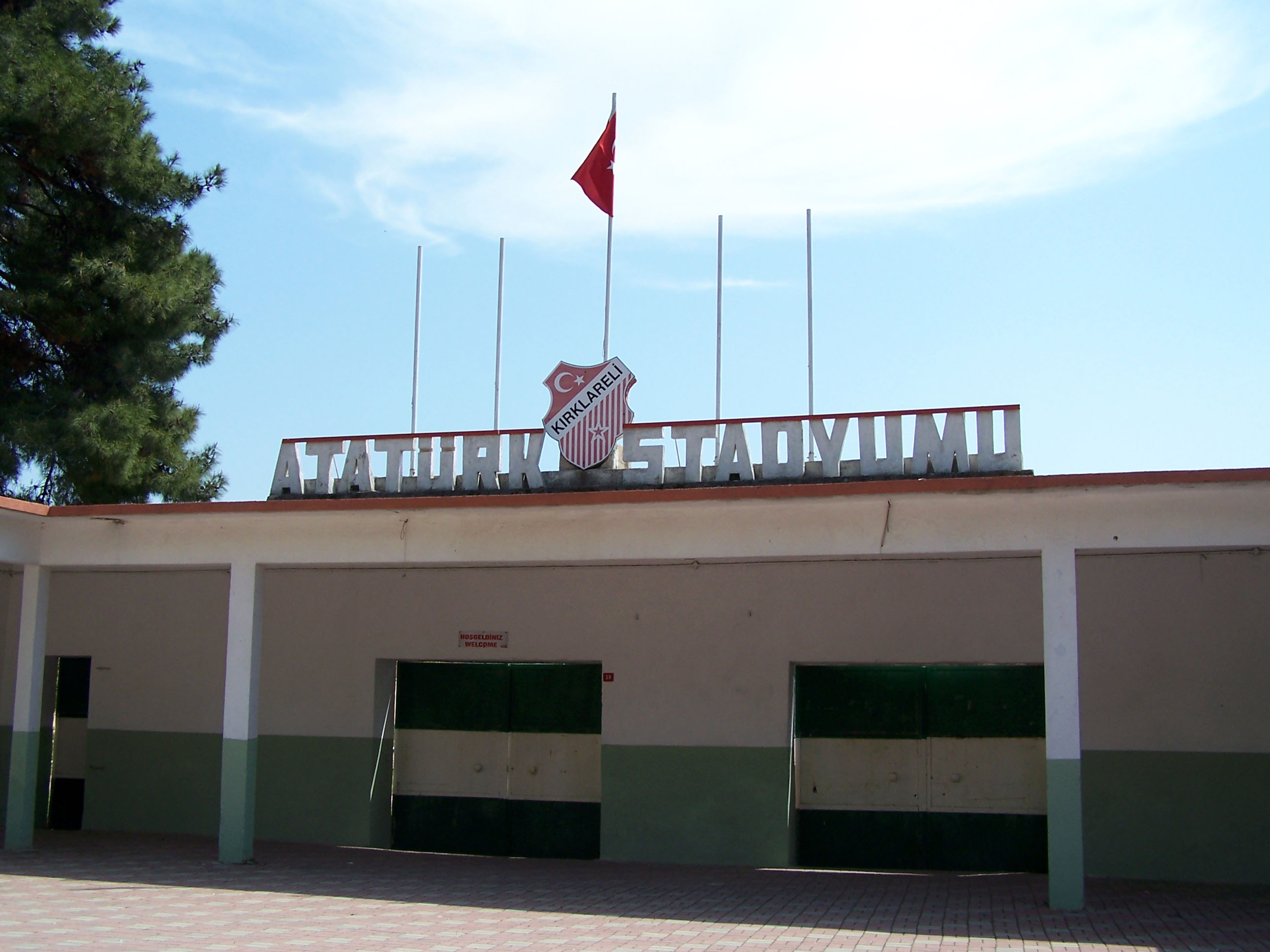
Kırklareli Atatürk Stadion

## Bekende (ex-)spelers
- Engin Güngör
- Hasan Türk